# Yos Sudarso (persoon)

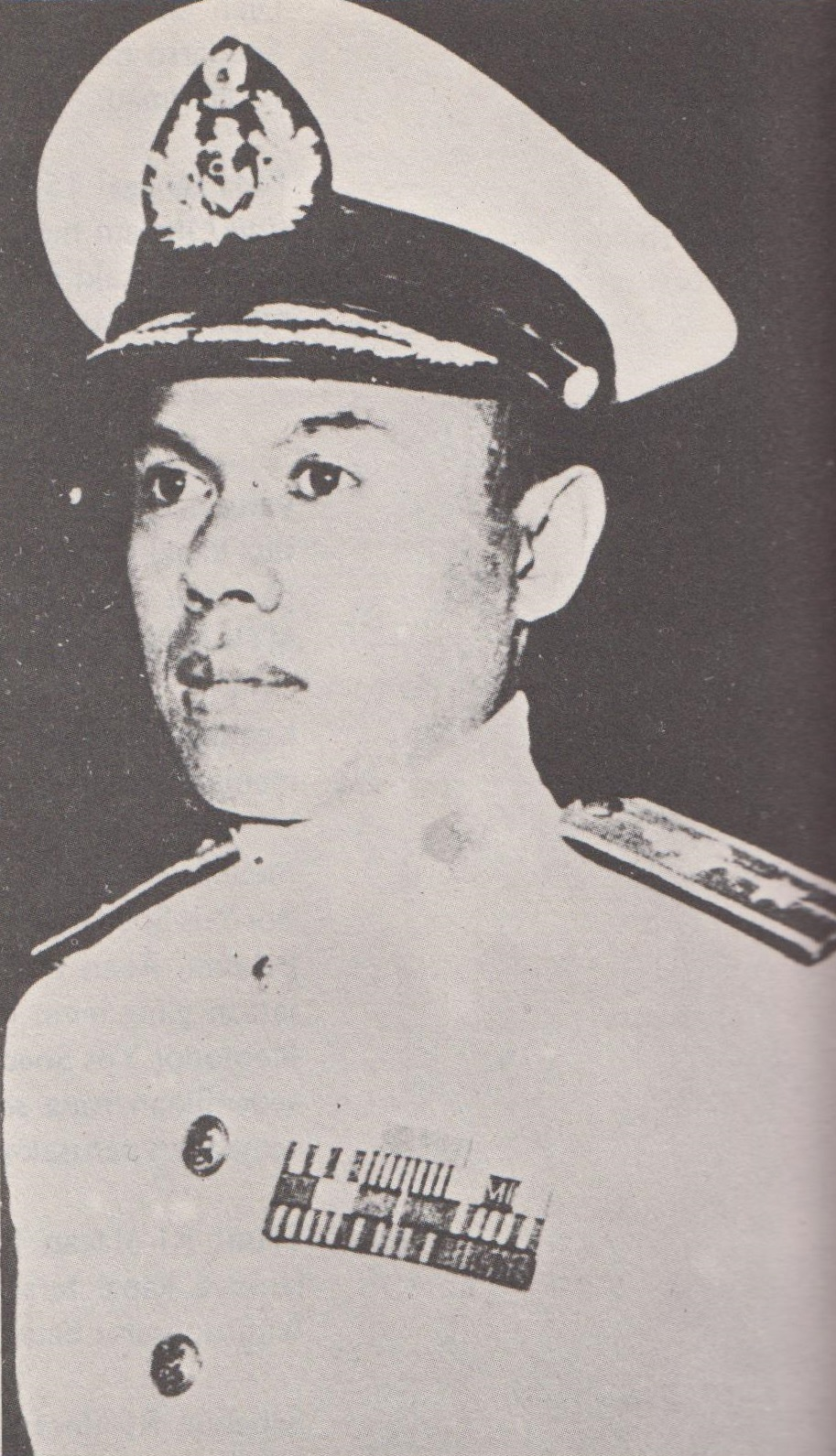
Yos Sudarso

Yos Sudarso (Eigenlijk Yosaphat Sudarso, 24 november 1925 – 15 januari 1962) was een in 1962 gesneuvelde Indonesische marinecommandant en held van de Republiek Indonesië.
Sudarso kwam op 15 januari 1962 om het leven tijdens de Slag bij Vlakke Hoek tussen drie motortorpedoboten van de Indonesische marine en twee Nederlandse fregatten. De Indonesische schepen waren onderweg van de Aru-eilanden naar de zuidkust van Nederlands-Nieuw-Guinea, en hadden tot doel een onderdeel van het Indonesische leger te laten infiltreren in de omgeving van Kaimana op de zuidkust van  Nederlands-Nieuw-Guinea. De Indonesische schepen werden door een Neptune P-2 van de Nederlandse Marine Luchtvaartdienst ontdekt. Twee Nederlandse marinefregatten konden de Indonesische schepen onderscheppen. De Indonesische schepen namen de Nederlandse schepen onder vuur, waarna een schotenwisseling ontstond. Als gevolg van een treffer van het schip Evertsen zonk een van de Indonesische schepen, de Matjan Tutul. Drie opvarenden kwamen om het leven, 52 werden door de Nederlandse schepen aan boord genomen, en krijgsgevangen gemaakt. Onder de overledenen was de commandant van het schip, Yos Sudarso.
In 1962 was Nederland verwikkeld in een conflict met Indonesië over de zeggenschap over  Nederlands-Nieuw-Guinea. Nederland wilde het gebied ontwikkelen tot een zelfstandige staat, maar president Soekarno van Indonesië was van mening dat het gebied onderdeel uitmaakte van de Republiek Indonesië. Soekarno dreigde met oorlog; het conflict werd echter via de Verenigde Naties ten gunste van Indonesië opgelost na een ultimatum van de Sovjet-Unie.
Yos Sudarso werd door Soekarno uitgeroepen tot held van de republiek, die is gestorven "voor de bevrijding van West-Irian" (de naam die de Indonesiërs aan  Nederlands-Nieuw-Guinea gaven). In de meeste grote steden van Indonesië is een straat naar hem genoemd. Een standbeeld van Yos Sudarso staat in de binnenstad van Jayapura, het vroegere Hollandia, en de hoofdstad van de huidige Indonesische provincie Papoea. De bevolking van Papoea heeft de overdracht van het bestuur aan Indonesië nooit geaccepteerd, en voelt zich door Indonesië bezet. In hun ogen is het beeld van Sudarso een symbool van onderdrukking en overheersing door Indonesië.
Het voormalige Frederik-Hendrikeiland werd hernoemd naar hem: Yos Sudarso. In Tegal is het monument van ir. Lamminga vervangen door een monument voor hem.